# 15 cm FK L/40
Il 15 cm Feldkanone L/40 o 15 cm FK L/40 fu un cannone campale pesante impiegato dal Esercito imperiale tedesco durante la prima guerra mondiale. Fu anche realizzata, in minor numero, una versione con canna allungata denominata 15 cm FK L/45.

## Storia
Nel 1915 la penuria di artiglierie campali pesanti spinse l'Esercito imperiale a riutilizzare le bocche da fuoco da 15 cm SK L/40 delle obsolete corazzate pre-dreadnought adattandole ad affusti ruotati campali, in attesa dello sviluppo di un nuovo pezzo specifico. Il cannone era dotato di una elevata gittata di quasi 20 km, a scapito di un peso quasi proibitivo per una normale mobilità. Nel 1916 questi mostri furono gradualmente sostituiti da nuovi 15 cm Kanone 16, di pari prestazioni ma più leggeri. Durante la seconda guerra mondiale la Germania nazista trasferì alla Guardia alla Frontiera italiana alcuni esemplari di questo pezzo, denominato "cannone da 149/37", assegnati alle batterie da posizione.

## Tecnica
La canna del 15 cm SK L/40, da 40 o da 45 calibri è costituita da un'anima rigata e da due ordini di cerchiatura. L'otturatore è di tipo Krupp a cuneo orizzontale cilindro-prismatico. La versione L/40 è riconoscibile per i tre cilindri del freno di sparo poste superiormente alla culla, mentre sull'L/45 i due cilindri sono disposti uno per lato alla canna. Inoltre la canna L/40 ha due ordini di fasciatura, che sono tre sulla L/45. La culla con la bocca da fuoco è incavalcata su un affusto ruotato di circostanza, con coda unica, ruote metalliche in fusione e scudatura. Il peso del pezzo completo raggiungeva ben 11 820 kg. A questo si aggiungeva la piattaforma di tiro pesante 7 450 kg. Infatti mentre l'elevazione era compresa tra -5° e +20°, l'affusto non era dotato meccanismo di brandeggio: quindi il pezzo doveva essere messo in batteria su una piattaforma di travatura metallica e collegato ad un perno di quest'ultima, in modo da brandeggiare su 60°. Per il trasporto il complesso veniva scomposto in tre vetture: una per la canna, una per l'affusto ed una per la piattaforma.
Il pezzo manteneva il munizionamento della Kaiserliche Marine del tipo a cartoccio bossolo, costituito da sacchetti di polvere che venivano caricati dopo il proietto, prima del bossolo metallico contenente l'innesco ed il resto della carica di lancio.